# Des Wahnsinns fette Beute
Des Wahnsinns fette Beute (с англ. — «Жирная добыча безумия») — одиннадцатый студийный альбом немецкой группы Oomph!, выпущенный 18 мая 2012 года. Концертный тур по Европе в поддержку альбома начался 24 мая 2012 года в Москве и завершился 20 октября того же года в Вольфсбурге.

## Список композиций
| №   | Название                                                 | Длительность |
| --- | -------------------------------------------------------- | ------------ |
| 1.  | «Unzerstörbar ("Несокрушимый")»                          | 3:40         |
| 2.  | «Zwei Schritte vor ("Два Шага вперёд")»                  | 4:21         |
| 3.  | «Such mich, find mich ("Ищи меня, найди меня")»          | 3:30         |
| 4.  | «Bis der Spiegel zerbricht ("Пока зеркало разбивается")» | 3:36         |
| 5.  | «Die Geister, die ich rief ("Духи, которых я вызывал")»  | 3:04         |
| 6.  | «Bonobo ("Бонобо")»                                      | 4:00         |
| 7.  | «Deine Eltern ("Твои Родители")»                         | 4:04         |
| 8.  | «Kleinstadtboy ("Парнишка из городишка")»                | 3:59         |
| 9.  | «Regen ("Дождь")»                                        | 4:13         |
| 10. | «Kosmonaut ("Космонавт")»                                | 4:01         |
| 11. | «Komm zurück ("Вернись")»                                | 3:10         |
| 12. | «Aus meiner Haut ("Из кожи вон")»                        | 3:08         |
| 13. | «Seemannsrose ("Морская роза")»                          | 3:09         |
| 14. | «Unendlich ("Бесконечно")»                               | 5:17         |

## Синглы
- «Zwei Schritte vor» (4 мая 2012)

## Клипы
- «Zwei Schritte vor» (20 апреля 2012)